# Eficiència productiva

Exemple de FPP: els punts B, C i D són productivament eficients, però una economia a A no ho seria.

L'Eficiència productiva també pot ser il·lustrada amb la intersecció entre les corbes MC=A(T)C.

L'Eficiència productiva (també coneguda com a eficiència tècnica) es produeix quan l'economia està utilitzant tots els seus recursos de manera eficient, produint el màxim de producció amb el mínim de recursos. El concepte s'il·lustra a la Frontera de possibilitats de producció (FPP) on tots els punts de la corba són els punts de màxima eficiència productiva (és a dir, no es pot aconseguir més productes a partir dels recursos presents).
Això succeeix quan la producció d'un bé econòmic s'aconsegueix amb el menor cost possible, atesa la producció d'un altre bé o bens. En altres paraules, quan s'aconsegueix, atesa la necessitat de produir altres béns, la productivitat més gran possible d'un bé. En una situació d'equilibri a llarg termini per als mercats en competència perfecta, és on el cost mitjà és la base en la mitjana de la corba de costos totals, és a dir, la corba de cost on CM = A (T) C.
L'eficiència productiva requereix que totes les empreses funcionin amb les millors pràctiques (best practice) en els processos tecnològics i d'administració. En millorar aquests processos, una economia en general o una empresa en particular poden ampliar la frontera de possibilitats de producció i augmentar encara més l'eficiència.

## Consideracions
Una situació d'equilibri econòmic pot ser productivament eficient sense ser-ho assignativament és a dir, pot existir en una situació de distribució de mercaderies en què el benestar social no estigui maximitzat.
En situacions de monopoli o oligopolis, aquestes empreses triaran produir als nivells de maximitzar el benefici (on CM = IM). Conseqüentment no poden ser productivament eficients (l'anomenada ineficiència X). Això no obstant, a causa de les economies d'escala pot arribar a ser possible que empreses monopòliques produeixin amb un preu més baix per al consumidor (a MC = MR) que les empreses perfectament competitives produeixen a MC = A (T) C.